# St. Anna (Somborn)

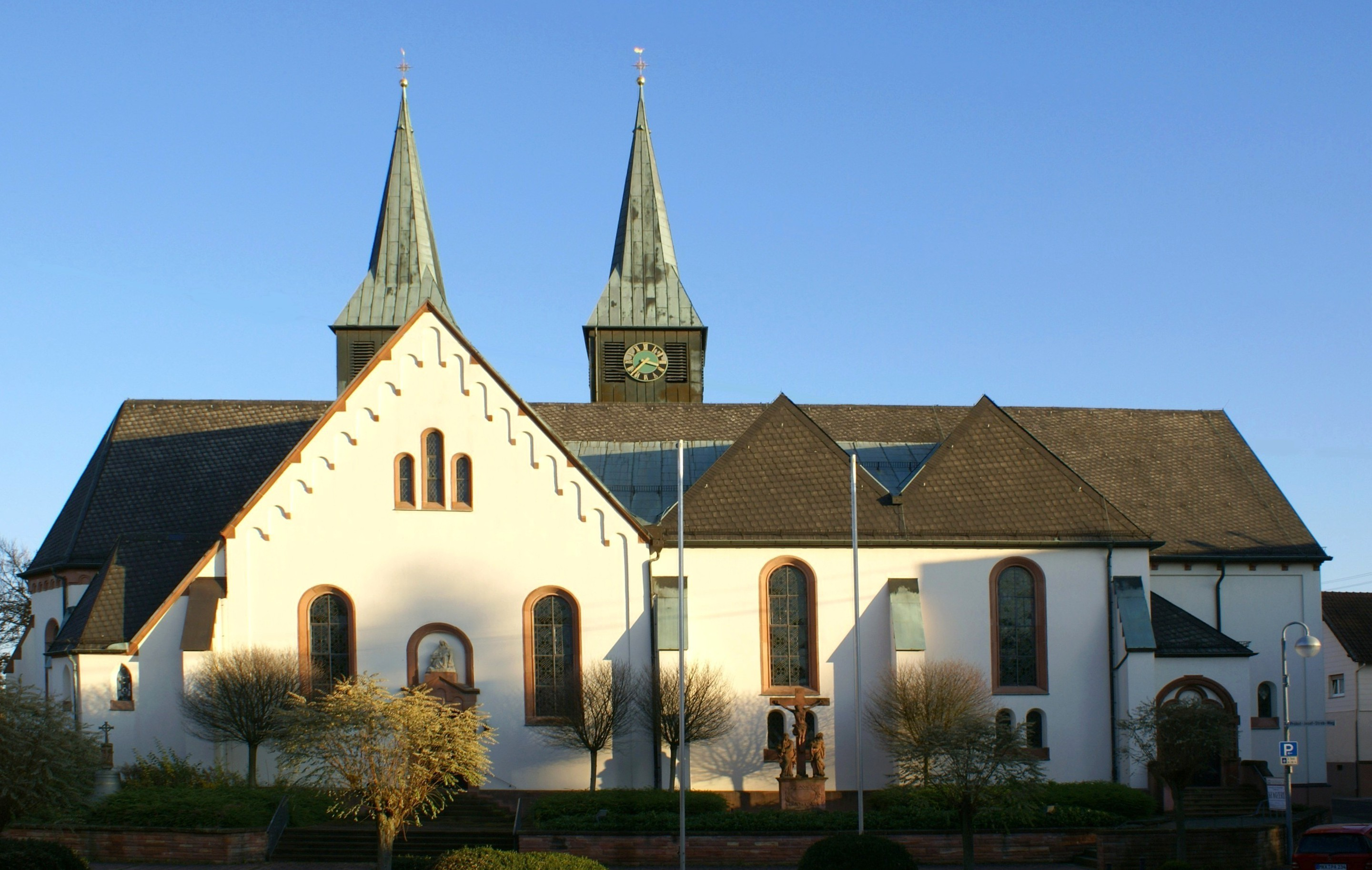
St. Anna (Somborn)

Die römisch-katholische, denkmalgeschützte Kirche St. Anna steht in Somborn, einem Ortsteil der Gemeinde Freigericht im Main-Kinzig-Kreis in Hessen. Die Pfarrgemeinde gehört zum Pastoralverbund St. Peter und Paul Freigericht-Hasselroth im Dekanat Kinzigtal des Bistums Fulda.

## Beschreibung
Die neugotische Hallenkirche auf kreuzförmigem Grundriss mit drei Kirchenschiffen und zwei Kirchtürmen, der im Osten wurde zwischen 1868 und 1913 unter Einbeziehung der barocken Saalkirche von 1719–24 errichtet. 1868–70 wurden ein neuromanisches Mittelschiff und ein Chor in Nord-Süd-Richtung angebaut. Die barocke Saalkirche wurde als Querschiff integriert. 1911–13 wurden die beiden Seitenschiffe und der zweite Kirchturm angebaut. In den Glockenstühlen beider Kirchtürme hängen insgesamt acht Kirchenglocken, die größte wurde in der Glockengießerei Maria Laach gegossen. 
Der Innenraum ist mit einem Netzgewölbe überspannt, nur der Chor mit einem Sterngewölbe. In der Kapelle, dem Chor der barocken Saalkirche, steht der ehemalige Hochaltar, der im dritten Viertel des 18. Jahrhunderts ergänzt wurde.